# Himantura leoparda
Himantura leoparda är en rockeart som beskrevs av Manjaji-Matsumoto och Last 2008. Himantura leoparda ingår i släktet Himantura och familjen spjutrockor. IUCN kategoriserar arten globalt som sårbar. Inga underarter finns listade i Catalogue of Life.